# Cantone di Andernos-les-Bains
Il Cantone di Andernos-les-Bains è una divisione amministrativa dell'Arrondissement di Arcachon.
È stato costituito a seguito della riforma approvata con decreto del 20 febbraio 2014, che ha avuto attuazione dopo le elezioni dipartimentali del 2015.

## Composizione
Comprende i 6 comuni di:
- Andernos-les-Bains
- Arès
- Audenge
- Biganos
- Lanton
- Lège-Cap-Ferret